# Pulau Kelemar
Pulau Kelemar är en ö i Indonesien.   Den ligger i provinsen Bangka-Belitung, i den västra delen av landet, 400 km norr om huvudstaden Jakarta. Arean är 0,56 kvadratkilometer.
Terrängen på Pulau Kelemar är platt. Öns högsta punkt är 32 meter över havet. Den sträcker sig 0,8 kilometer i nord-sydlig riktning, och 1,4 kilometer i öst-västlig riktning.